# When Disaster Strikes...
When Disaster Strikes... è il secondo album discografico del rapper statunitense Busta Rhymes, pubblicato nel 1997.

## Il disco
Il disco è stato pubblicato nel settembre 1997 dalla Elektra Records e dalla Flipmode Records. Alla realizzazione del disco hanno contribuito diversi produttori discografici tra cui Easy Mo Bee e Diddy. Il disco inoltre contiene diverse hit dell'artista come Dangerous e Put Your Hands Where My Eyes Could See, con quest'ultimo brano che ha ricevuto una nomination ai Grammy Awards 1998 nella categoria "Miglior interpretazione rap solista".

## Tracce
1. Intro - 4:44 (Rudy Ray Moore)
2. The Whole World Lookin' at Me - 3:26
3. Survival Hungry - 3:26
4. When Disaster Strikes - 3:25
5. So Hardcore - 4:51
6. Get High Tonight - 3:51
7. Turn It Up - 4:11
8. Put Your Hands Where My Eyes Could See - 5:03 (feat. Jamal)
9. There's Not a Problem My Squad Can't Fix - 5:56 (feat. The Flipmode Squad)
10. We Could Take It Outside - 4:47
11. Rhymes Galore - 2:33
12. Things We Be Doin' for Money (Part 1) - 3:18
13. Things We Be Doin' for Money (Part 2) - 4:56 (feat. Rampage, Anthony Hamilton & The Chosen Generation)
14. One - 4:38 (feat. Erykah Badu)
15. Dangerous - 3:37
16. The Body Rock - 5:33 (feat. Rampage, Puffy & Mase)
17. Get Off My Block - 3:58
18. Outro (Preparation for the Final World Front) - 2:31

## Classifiche
| Classifica (1997) | Posizione raggiunta |
| ----------------- | ------------------- |
| Stati Uniti       | 3                   |